# Hein Vos
Hendrik (Hein) Vos (Tijnje, 5 juli 1903 – Wassenaar, 23 april 1972) was een Nederlands econoom en politicus.
Vos was een van de tien begaafde kinderen uit een Fries 'rood' onderwijzersgezin bij Heerenveen. Hij onderscheidde zich op de hbs door zijn aanleg voor wiskunde. Na zijn studie elektrotechniek in Delft ontwikkelde hij zich tot een origineel macro-econoom. Hij ontwierp in de jaren 30 samen met Jan Tinbergen het Plan van de Arbeid, het alternatief van SDAP en NVV voor de bestrijding van de crisis.
In 1945 werd hij minister van Handel en Nijverheid in het kabinet-Schermerhorn-Drees. Hij kreeg echter weinig kans zijn ideeën voor socialisatie en ordening uit te voeren. Daarna werd hij minister van Verkeer in het kabinet-Beel I. Hij was fel tegenstander van het Indonesiëbeleid van de kabinetten Beel en Drees. Zo stemde hij als enige minister tegen het voorstel dat leidde tot de Eerste politionele actie. Vanaf 1948 was hij directeur van de 'rode' verzekeringsmaatschappij, senator en staatsraad.
In zijn tijd was hij een van de weinigen van wie bekend was dat hij homoseksueel was. Zijn levenspartner was de journalist en schrijver Aar van de Werfhorst. Zijn geaardheid leidde ertoe dat de KVP in 1948 een veto uitsprak waardoor Vos geen minister meer kon worden.
- Biografisch Portaal: 11411221
- Library of Congress Control Number: n80166847
- Nederlandse Thesaurus van Auteursnamen: 069580030
- Parlement.com: vg09llc8idtv
- Système universitaire de documentation: 249296896
- Virtual International Authority File: 285409774
- WorldCat: E39PBJvXhbvXCcJ6D9XfcMtHYP